# Maska (film)
Maska (Маска) è un film del 1938 diretto da Sergej Ivanovič Splošnov.